# Gottfried Fiebing
Gottfried Fiebing – patrycjusz świdnicki, rajca, a w latach 1642/1643, 1645/1646, 1647/1648, 1651/1652, 1654/1655, 1655/1656 i 1662/1663 burmistrz miasta.
Posiadał kamienicę zwaną Pod Białym Rumakiem (obecnie Rynek 9).